# 창원 성흥사 목조석가여래삼존좌상 및 십육나한상 일괄
창원 성흥사 목조석가여래삼존좌상 및 십육나한상 일괄(昌原 聖興寺 木造釋迦如來三尊坐像 및 十六羅漢像 一括)은 대한민국 경상남도 창원시 진해구 대장동에 있는 불상이다. 2015년 7월 30일 경상남도의 유형문화재 제586호로 지정되었다.

## 지정 사유
창원 성흥사 목조석가여래삼존좌상 및 십육나한상(昌原 聖興寺 木造釋迦如來三尊坐像 및 十六羅漢像)은 얼굴표현과 옷주름 등에서 17세기 후반 제작된 목조불상의 특징을 보인다.
그리고 발원문을 통해 정확한 조성연대와 宝海, 印宗, 雪坦, 覺明, 性諶, 玄祐, 仅堅, 勝还, 道海 등의 제작자를 알 수 있고, 조각기법이 뛰어난 작품이다.
또한 사자상 2구는 17세기 제작된 사자상들의 조각양식을 지니고 있으며, 배면에는 상하 장방형으로 각각 마련되어 있는 복장공이 있다. 나한상에서 나온 조성기와 사자상에서 나온 조성기가 거의 동일한 것으로 보아 함께 조성한 것으로 파악된다.
창원 성흥사 목조석가여래삼존좌상 및 십육나한상, 사자상은 17세기에 제작된 불교조각 양식을 지니고 있어 문화재적 가치가 매우 높다.

## 참고 자료
- 창원 성흥사 목조석가여래삼존좌상 및 십육나한상 일괄 - 국가유산청 국가유산포털